# Courlon
Courlon település Franciaországban, Côte-d’Or megyében. Lakosainak száma 76 fő (2022. január 1.). Courlon Busserotte-et-Montenaille, Avot, Bussières és Grancey-le-Château-Neuvelle községekkel határos.

## Népesség
A település népességének változása:
| Lakosok száma | 97   | 53   | 46   | 65   | 79   | 80   | 81   | 79   | 76   | 76   |
|               | 1968 | 1982 | 1990 | 2006 | 2013 | 2015 | 2017 | 2019 | 2020 | 2022 |